# Gamasomorpha seximpressa
Gamasomorpha seximpressa là một loài nhện trong họ Oonopidae.
Loài này thuộc chi Gamasomorpha. Gamasomorpha seximpressa được Eugène Simon miêu tả năm 1907.